# Чернявский, Василий Тимофеевич
Василий Тимофеевич Чернявский (1 (13) января 1850 — 8 марта 1932) — генерал от артиллерии Российской императорской армии, участник Русско-турецкой войны, кавалер золотого оружия с надписью «За храбрость». С 1894 по 1903 год — начальник Константиновского артиллерийского училища, а с 1903 по 1917 год — начальник Михайловской артиллерийской академии и артиллерийских училищ, военный педагог. Член Военного совета Российской империи (с 1913 года).

## Биография
Родился 1 января (по другим данным 1 мая) 1850 года в семье потомственных дворян Черниговской губернии. Получил образование в Петровской Полтавской военной гимназии.
12 июля 1867 года поступил на службу в Российскую императорскую армию — зачислен юнкером в 1-е военное Павловское училище, но уже 29 августа того же года перевёлся в Михайловское артиллерийское училище, из которого 21 июля 1870 года выпущен подпоручиком в Кавказскую гренадерскую артиллерийскую бригаду. 31 октября 1871 года произведён в поручики и в следующем году, 21 сентября 1872 года, поступил в Михайловскую артиллерийскую академию. 29 декабря 1873 года произведён в штабс-капитаны. 19 июня 1875 года окончил академию по 1-му разряду, после чего прикомандирован к гвардейской артиллерии. 6 августа 1876 года зачислен в лейб-гвардии 1-ю артиллерийскую бригаду с переименованием в поручики гвардии.
В 1877—1878 годах принял участие в Русско-турецкой войне 1877—1878 годов. 6 января 1877 года командирован в распоряжение начальника артиллерии Кавказского военного округа, а 24 января назначен исправляющим должность штаб-офицера для особых поручений при начальнике осадной артиллерии отдельного корпуса на кавказско-турецкой границе. 30 августа 1877 года произведён в штабс-капитаны гвардии. Получил контузию, и за боевые заслуги был удостоен трёх орденов и золотого оружия с надписью «За храбрость».

Про него говорили, что он еще юным офицером в Турецкую кампанию, не имея ни одного снаряда, встретил налетевшую конницу грозным молчанием своих пушек. Увидев неподвижные фигуры солдат, башибузуки, потрясенные внушительным молчанием батареи, в последнюю минуту повернули назад. За этот подвиг он получил золотое оружие.— генерал И. Т. Беляев
27 апреля 1878 года откомандирован в распоряжение Главного артиллерийского управления, 28 мая прикомандирован к 1-й гвардейской запасной батарее, а 9 октября того же года вернулся в лейб-гвардии 1-ю артиллерийскую бригаду.
25 апреля 1879 года прикомандирован для испытания и перевода к батарее Михайловского артиллерийского училища и 12 сентября утверждён в должности младшего офицера батареи. 28 марта 1882 года произведён в капитаны гвардии. 6 октября 1886 года назначен командиром полубатареи батареи училища, а 8 мая 1888 года — временно-командующим батареей Михайловского артиллерийского училища. 3 августа 1888 года назначен командиром батареи Михайловского артиллерийского училища с переименованием в подполковники (с сохранением прежнего старшинства и в списках лейб-гвардии 1-й артиллерийской бригады). 30 августа 1889 года «за отличие по службе» произведён в полковники. В том же году удостоен золотой медали от Конференции Михайловской артиллерийской академии за рецензирование научных трудов. В качестве преподавателя читал лекции по начальному курсу артиллерии и артиллерийской администрации.
В 1894 году 2-е военное Константиновское училище было преобразовано в артиллерийское и 1 августа того же года полковник Чернявский назначен исправляющим должность начальника нового училища с зачислением по гвардейской пешей артиллерии. 17 декабря 1894 года также назначен совещательным членом Артиллерийского комитета Главного артиллерийского управления, а 30 сентября 1899 года также членом Конференции Михайловской артиллерийской академии. 6 мая 1897 года «за отличие по службе» произведён в генерал-майоры (старшинство «на основании манифеста 18 февраля 1762 г.» отдано с 6 декабря 1899 года), с утверждением в должности начальника училища. По воспоминаниям бывших юнкеров-артиллеристов, Чернявский был прирождённым педагогом и воспитателем, отличался честностью, твёрдым и независимым характером.

Небольшого роста, коренастый, с характерными бачками, спокойный, выдержанный и хладнокровный, знающий свое дело артиллерист, полк. В. Т. Чернявский был хорошо известен военным кругам Петербурга своей прямотой, ибо умел говорить правду в глаза не только младшим, но и старшим. Он обаятельно действовал на юнкеров и служил им образцом…— полковник С. И. Лашков
4 октября 1903 года назначен на должность начальника Михайловской артиллерийской академии и артиллерийских училищ и занимал эту должность до весны 1917 года. 6 декабря 1905 года «за отличие по службе» произведён в генерал-лейтенанты. 21 января 1913 года включён в число членов Военного совета. 14 апреля 1913 года «за отличие по службе» произведён в генералы от артиллерии. После Февральской революции на одном из митингов в Михайловской артиллерийской академии участники потребовали уволить генерала Чернявского с должности начальника академии, после чего он на собрании Конференции 4 апреля 1917 года объявил о добровольном уходе, приказ об отчислении с должности начальника академии и училищ с оставлением членом Военного совета вышел 6 июня 1917 года.
12 июня 1918 уволен от службы с начислением пенсии с 21 марта 1918 года. Подавал прошения о зачислении в РККА, но получил отказ. После отставки переехал в Крым, проживал на даче под Бельбеком. После эвакуации Русской армии Врангеля вернулся в Петроград, где некоторое время занимался сапожным делом. Скончался 8 марта 1932 года в Ленинграде, похоронен на Новодевичьем кладбище. Памяти генерала Чернявского были посвящены торжественные собрания общества офицеров-артиллеристов в эмиграции, проведённые в Париже и Сараеве.
Был женат на Марии Павловне (урождённой Гарковенко), дочери генерал-майора Павла Евстафьевича Гарковенко, и имел четверых детей: Георгия (р. 18 декабря 1881), Ольгу (р. 14 июня 1885), Елизавету (р. 28 ноября 1887) и Александра (р. 6 ноября 1891).

## Награды
Василий Тимофеевич Чернявский был пожалован следующими наградами:
- орден Святого Александра Невского (22 марта 1915, с 1 января 1915);
- орден Белого орла (6 декабря 1913);
- орден Святого Владимира 2-й степени (6 декабря 1908);
- орден Святой Анны 1-й степени (6 декабря 1904);
- орден Святого Станислава 1-й степени (1 января 1901);
- орден Святого Владимира 3-й степени (30 августа 1892);
- золотое оружие с надписью «За храбрость» (10 июля 1879);
- орден Святой Анны 2-й степени с мечами (8 августа 1878);
- орден Святого Станислава 2-й степени с мечами (10 января 1878);
- орден Святого Владимира 4-й степени с мечами и бантом (31 июля 1877);
- командорский крест ордена Почётного легиона (Франция, 1897);
- орден «За военные заслуги» 1-й степени (Болгария);
- орден Святого Саввы 1-й степени (Сербия).

## Комментарии
1. ↑  По Положению о Михайловской артиллерийской академии и артиллерийских училищах 1899 года начальник академии одновременно является главным начальником над обоими училищами — Михайловским и Константиновским. При этом в каждом училище имеется свой начальник училища, подчинённый начальнику академии[15]. После учреждения Сергиевского и Николаевского артиллерийских училищ они также поступили под управление начальника академии.